# 946

## Родени
- Анри Велики, херцог на Бургундия